# Stefan Behrens
Stefan Behrens (* 2. Juni 1942 in Dresden) ist ein deutscher Schauspieler.

## Karriere
Behrens ist ein Neffe des  Filmschauspielers Viktor de Kowa. Nach einer Maurerlehre nahm er Schauspielunterricht bei Else Bongers in Berlin. Es folgten Bühnenengagements in Hamburg, München, Köln und Berlin. Von der Berliner Akademie der Künste wurde er als bester Nachwuchsschauspieler ausgezeichnet.
Er wurde vor allem als Darsteller in Fernsehserien bekannt, so u. a. in Der Kommissar, Derrick, Der Alte, Café Wernicke, Timm Thaler. Tatort. Praxis Bülowbogen, Urlaub auf italienisch und Drei Damen vom Grill.
Auch übernahm Behrens an der Seite von Harald Juhnke, Ingeborg Hallstein und Edith Hancke die Partie des Fritz Steppke in der Paul-Lincke-Operette Frau Luna. u. a. mit dem Lied Das ist die Berliner Luft. aufgezeichnet 1978 mit dem Chor und dem Orchester des Bayerischen Rundfunks.
Als Synchronsprecher lieh er seine Stimme u. a. Bruno Kirby (Der Pate – Teil II). Michael Nesmith (Die Monkees) und Kenneth Williams (Ist ja irre – Nur nicht den Kopf verlieren und Ist ja irre – In der Wüste fließt kein Wasser).
In Hörspielen war er u. a. bei EUROPA in der Serie Larry Brent. Folge 6 Im Kabinett des Grauens zu hören. Bei John Sinclair des Tonstudio Braun sprach er in der Folge Disco Dracula mit.
Behrens war der Lebenspartner der Schauspielerin Evelyn Hamann.

## Filmografie (Auswahl)

### Film
- 1969: Der Mann mit dem Glasauge
- 1969: Die Herren mit der weißen Weste
- 1969: Der Kerl liebt mich – und das soll ich glauben?
- 1972: Willi wird das Kind schon schaukeln
- 1973: Alter Kahn und junge Liebe

### Fernsehen
- 1965: Der Forellenhof (TV-Serie)
- 1967: Tee und etwas Sympathie
- 1967: Liebesgeschichten (TV-Serie)
- 1968: Schloß in den Wolken
- 1970: Wie man seinen Gatten los wird
- 1971: Ich träume von Millionen
- 1971: Ball im Savoy
- 1971: Die Dollarprinzessin
- 1971: Von Liebe keine Rede (Serie)
- 1972: Was wissen Sie von Titipu?
- 1972: Job nach Noten (Serie)
- 1973: Der Kommissar – Tod eines Hippiemädchens
- 1973: Liebe mit 50
- 1974: Der Monddiamant (Mehrteiler)
- 1974: Früher oder später
- 1975: Frau Luna
- 1975: Beschlossen und verkündet – Schüsse im Morgengrauen
- 1975: Hoftheater (Serie)
- 1976: Die Buschspringer (Serie)
- 1976: Wege ins Leben (Serie)
- 1976: Derrick – Folge 28: Pecko
- 1978: Die Traumfrau
- 1978: Derrick – Folge 41: Tod eines Fans
- 1978: Derrick – Folge 49: Der Spitzel
- 1978: Café Wernicke (Serie)
- 1978: Kleine Geschichten mit großen Tieren
- 1979: Timm Thaler (Serie)
- 1979: Derrick – Folge 58: Tandem
- 1979: Der Alte – Folge 26: Neue Sachlichkeit
- 1980: Der Alte – Folge 43: Bruderliebe
- 1980: Ein typischer Fall
- 1980: Der Floh im Ohr (TV-Inszenierung)
- 1981: Streichquartett
- 1981: Polizeiinspektion 1 (Fernsehserie: Folge 52, Episode: Urlaubsfreuden)
- 1982: Derrick – Folge 92: Nachts in einem fremden Haus
- 1983: Tatort – Fluppys Masche
- 1984: Die Krimistunde (Fernsehserie, Folge 9, Episode: „Selbstmordmarathon“)
- 1984: Berliner Weiße mit Schuß (Serie)
- 1985: Die Krimistunde (Fernsehserie, Folge 17, Episode: „Eine Faust voll Geld“)
- 1986: Urlaub auf Italienisch (Serie)
- 1986: Weiberwirtschaft
- 1987: Praxis Bülowbogen (Serie)
- 1987: Die Krimistunde (Fernsehserie, Folge 29, Episode: „Dienstbotenprobleme“)
- 1987: Der Ochsenkrieg (Mehrteiler)
- 1988: Derrick – Folge 161: Eine Reihe von schönen Tagen
- 1988: Der Alte – Der Hass der Verlierer
- 1990: Kann ich noch ein bisschen bleiben?
- 1991: Der Hausgeist (Serie)
- 1993: Der Millionenerbe (Serie)
- 1996: Die Geliebte (Serie)
- 2003: SOKO 5113 – Alles Tarnung (Serie)